# Lira (zviježđe)
Lira (lat. Lyre) jedno je od 88 modernih i 48 originalnih Ptolemejevih zviježđa. Manja konstelacija s jednom od najsjajnijih zvijezda na nebu, Vegom. Lira je nazvana po žičanom instrumentu iz antike, koji se i danas još koristi u nekim dijelovima Grčke. Najsjajnija zvijezda je Vega (lat. Alpha Lyrae), koja zajedno sa zvijezdama Altair iz zviježđa Orla i Deneb iz zviježđa Labud čini ljetni trokut.
Prema grčkoj mitologiji, bog Hermes napravio je liru od oklopa velike kornjače. Hermes je kasnije liru ukrasio životinjskom kožom i antilopinim rogovima. Lira je bila povezana s Apolonovim vrlinama umjerenosti i staloženosti, suprotno Dionizijevim koje su predstavljale ekstazu i slavlje.
Apolon je Orfeju darovao liru, a Orfej je svirao tako dobro da su čak i divlje zvijeri, kamenje i stabla bila očarana njegovom glazbom. Nakon što je Orfej ubijen, Lira mu je bačena u rijeku. Zeus je naredio orlu da izvadi liru i da se vinu u nebo. I tako danas uz Liru na nebu imamo i Orla.
Lira pripada sjevernoj nebeskoj hemisferi. Susjedna zviježđa su Zmaj, Herkul, Lisica i Labud.

## Svojstva

### Najsjajnije zvijezde u Liri su:
- α Lyr Vega: s prividnom magnitudom od + 0.03, Vega je druga najsjajnija zvijezda na sjevernom noćnom nebu (samo je Arktur neznatno sjajniji), i peta najsjajnija zvijezda. Spektralna klasa zvijezde je A0 V i nalazi se na udaljenosti od 25.3 ly.

- β Lyr (Šeliak): tip pomračinskih dvojnih zvijezda nazvano je prema ovoj zvijezdi - zvijezde Beta-Lyrae. Sheliak ima promjenjivi prividni sjaj od + 3.45 magnituda i spektralnu klasu B8 II.

- γ Lyr (Sulafat): je višestruka zvijezda s prividnim sjajem od + 3.24 magnitude i spektralne klase B9 III.

- δ Lyr: je dvojna zvijezda koja se sastoji od plavo-bijele zvijezde s prividnim sjajem + 6 magnituda i crvenog diva koji mijenja sjaj od + 4 do + 5 magnitude.

- ε Lyr: je poznata četverosturka zvijezda koja se sastoji od dva para dvostrukih zvijezda. Zbog ove karakteristike poznata je i pod imenom "Double-Double".

- ζ Lyr: dvojna zvijezda koju je moguće razdvojiti dvogledom.

- RR Lyr: je prototip zvijezde po kojoj je nazvana klasa promjenjivih zvijezda RR-Lyare.

### Objekti dubokog svemira
U Liri se nalazi nekolicina sjajnijih i amaterima dostupnijih objekata. Među njima je M56, relativno rijedak kuglasti skup promjera od 85 ly i udaljen 32,900 ly. Prividni sjaj M56 je + 8.3 magnitude. M57 je veoma poznata i popularna planetarna maglica. Poznata je i pod imenom Maglica prsten zbog svog specifičnog izgleda. Prividni sjaj M57 je + 8.8 magnituda. Udaljenost maglice je oko 2,300 ly, a starost između 6,000 i 8,000 godina. Kuiper 90 je obližnji crveni patuljak udaljen 26 ly i prividnog sjaja od + 11.26 magnituda.